# Шелігацький Валентин Михайлович
Валенти́н Миха́йлович Шеліга́цький — полковник Збройних сил України.
Протягом червня — грудня 2014-го керував фронтовою авіацією в секторі «А» — вертольоти Мі-8 та Мі-24. З 2 на 3 вересня покидав командний пункт в селі Побєда разом із штабом — 12 військових — під обстрілами із «градів» й «смерчів», віддавши свій бронежилет одному із бійців.
Дружина про перебування чоловіка на фронті дізналася тільки після його повернення до Львова.

## Нагороди
За особисту мужність, сумлінне та бездоганне служіння Українському народові, зразкове виконання військового обов'язку відзначений — нагороджений
- 10 жовтня 2015 року — медаллю «За бездоганну службу» III ступеня.